# Chile en los Juegos Olímpicos de Grenoble 1968
Chile estuvo representado en los Juegos Olímpicos de Grenoble 1968 por un total de 4 deportistas (3 hombres y una mujer) que compitieron en esquí alpino.
El equipo olímpico chileno no obtuvo ninguna medalla en estos Juegos.

## Esquí alpino
Masculino
| Atleta             | Evento          | Clasificación | Clasificación | Clasificación | Clasificación | Final     | Final     | Final         | Final         | Final     | Final     |
| Atleta             | Evento          | 1ª manga      | 1ª manga      | 2ª manga      | 2ª manga      | 1ª manga  | 1ª manga  | 2ª manga      | 2ª manga      | Total     | Total     |
| Atleta             | Evento          | Tiempo        | Posición      | Tiempo        | Posición      | Tiempo    | Posición  | Tiempo        | Posición      | Tiempo    | Posición  |
| ------------------ | --------------- | ------------- | ------------- | ------------- | ------------- | --------- | --------- | ------------- | ------------- | --------- | --------- |
| Felipe Briones     | Descenso        | —             | —             | —             | —             | —         | —         | —             | —             | 2:18,07   | 60        |
| Felipe Briones     | Eslalon         | 59,76         | 4             | No terminó    | No terminó    | No avanzó | No avanzó | No avanzó     | No avanzó     | No avanzó | No avanzó |
| Felipe Briones     | Eslalon gigante | —             | —             | —             | —             | 2:01,83   | 70        | 2:01,97       | 67            | 4:03,80   | 66        |
| Richard Leatherbee | Descenso        | —             | —             | —             | —             | —         | —         | —             | —             | 2:17,86   | 58        |
| Richard Leatherbee | Eslalon         | 54,47         | 3             | 55,51         | 1             | 56,26     | 40        | Descalificado | Descalificado | No avanzó | No avanzó |
| Richard Leatherbee | Eslalon gigante | —             | —             | —             | —             | 1:53,53   | 48        | 1:57,18       | 52            | 3:50,71   | 48        |
| Mario Vera         | Descenso        | —             | —             | —             | —             | —         | —         | —             | —             | 2:10,44   | 46        |
| Mario Vera         | Eslalon         | 1:06,02       | 5             | 58,05         | 2             | No avanzó | No avanzó | No avanzó     | No avanzó     | No avanzó | No avanzó |
| Mario Vera         | Eslalon gigante | —             | —             | —             | —             | 1:56,46   | 58        | 1:56,04       | 45            | 3:52,50   | 51        |

Femenino
| Atleta      | Evento          | 1ª manga           | 1ª manga           | 2ª manga   | 2ª manga   | Total     | Total     |
| Atleta      | Evento          | Tiempo             | Posición           | Tiempo     | Posición   | Tiempo    | Posición  |
| ----------- | --------------- | ------------------ | ------------------ | ---------- | ---------- | --------- | --------- |
| Verena Vogt | Eslalon         | Tiempo desconocido | Tiempo desconocido | No terminó | No terminó | No avanzó | No avanzó |
| Verena Vogt | Eslalon gigante | —                  | —                  | —          | —          | 2:13,18   | 41        |